# Gnash
Gnash (слово образовано от GNU и Flash) — проект, нацеленный на создание свободного плеера и плагина для браузера для формата Adobe Flash и замену несвободных программ в нише, занимаемой Adobe Flash Player. Он создан на основе проекта GPLFlash.
Gnash выпущен под лицензией GPL программистом Джоном Гилмором. Сейчас главный разработчик — Роб Савой.

## История
Написание свободного flash-плеера некоторое время было приоритетом для проекта GNU. Перед запуском проекта Gnash, GNU попросил людей помочь проекту GPLFlash.
Большинство прежних разработчиков GPLFlash перешло в проект Gnash, а существующие
исходные коды GPLFlash будут изменены для поддержки встраиваемых систем.

## Технические подробности
Adobe предоставляет флеш-плеер только в бинарном виде и только для процессорной архитектуры x86. В конце 2008 года Adobe выпустила бета-версию 64-битного флеш-плеера для Linux с архитектурой x86-64 (Adobe работает над ним более 5 лет).
В то же время Gnash может быть скомпилирован и запущен на многих архитектурах, включая x86, AMD64, ARM и PowerPC. Он также поддерживает BSD-системы. Существует порт для RISC OS, для которой никогда не выпускался Macromedia/Adobe Flash, поддерживающий Flash старше 3 версии, а также порт для BeOS, для которой Macromedia не выпускала Flash Player новее 4 версии.
Под флешем (flash) фактически понимают два разных формата:
- SWF (флеш-анимация), в котором хранят анимированную векторную графику;
- FLV (флеш-видео), обеспечивающий вещание видеоклипов на веб-сайтах.

Gnash может проигрывать SWF-файлы вплоть до 7 версии, а также он поддерживает некоторые новые функции 8, 9 и 10 версии SWF-файлов. Gnash поддерживает проигрывание FLV-видео и поэтому позволяет просматривать в браузере ролики с сайтов-видеохостингов. Для поддержки FLV необходимо, чтобы в системе также был установлен FFmpeg или GStreamer. Некоторые другие свободные плееры, такие как Mplayer, VLC или плееры для ОС Windows, основанные на ffdshow-DirectShow-кодеках, могут проигрывать видео в формате FLV при условии, что ролик сохранен пользователем на жесткий диск.
Цель разработчиков Gnash — сделать Gnash как можно больше функционально похожим на проприетарный плеер от Adobe (включая поведение при обработке неправильного ActionScript кода). Однако Gnash предлагает некоторые функции, отсутствующие в плеере от Adobe, такие как возможность расширить классы ActionScript через разделяемые библиотеки (shared libraries). Из соображений безопасности механизм расширений должен добавляться в Gnash при компиляции, и включаться в конфигурационных файлах.
Gnash требует для рендеринга AGG либо Cairo, либо OpenGL. В противоположность многим проектам GNU Gnash написан на языке программирования C++, а не на C из-за своего наследства от GameSWF.